# Rio Baquirivu-Guaçu
O rio Baquirivu-Guaçu é um curso d'água brasileiro do estado de São Paulo. Sua nascente é no município e Arujá e deságua no rio Tietê no município de Guarulhos.

## Obras
Um trecho de três quilômetros de extensão, do rio Baquirivu-Guaçu, próximo ao Aeroporto Internacional de São Paulo-Guarulhos e ao lado da Estação Aeroporto–Guarulhos da CPTM, está sendo canalizado desde 2021 como parte das obras de contenção de enchentes da Região Metropolitana de São Paulo.